# Kanton Montmédy
Der Kanton Montmédy ist seit 1790 ein französischer Wahlkreis im Arrondissement Verdun, im Département Meuse und in der Region Grand Est (bis 2015 Lothringen); sein Hauptort ist Montmédy.

## Lage
Der Kanton liegt im Norden des Départements Meuse.

## Geschichte
Der Kanton entstand 1790. Bis 2015 gehörten 25 Gemeinden zum Kanton Montmédy. Mit der Neuordnung der Kantone in Frankreich stieg die Zahl der Gemeinden 2015 auf 45. Zu den bisherigen 25 Gemeinden kamen noch alle 20 Gemeinden des bisherigen Kantons Damvillers hinzu.

## Gemeinden
Der Kanton besteht aus 45 Gemeinden mit insgesamt 9411 Einwohnern (Stand: 1. Januar 2022) auf einer Gesamtfläche von 458,40 km²:
| Gemeinde                   | Einwohner 1. Januar 2022 | Fläche km² | Dichte Einw./km² | Code INSEE | Postleitzahl |
| -------------------------- | ------------------------ | ---------- | ---------------- | ---------- | ------------ |
| Avioth                     | 120                      | 6,50       | 18               | 55022      | 55600        |
| Azannes-et-Soumazannes     | 160                      | 18,11      | 9                | 55024      | 55150        |
| Bazeilles-sur-Othain       | 109                      | 7,66       | 14               | 55034      | 55600        |
| Brandeville                | 172                      | 12,14      | 14               | 55071      | 55150        |
| Bréhéville                 | 186                      | 18,33      | 10               | 55076      | 55150        |
| Breux                      | 261                      | 12,99      | 20               | 55077      | 55600        |
| Chaumont-devant-Damvillers | 46                       | 5,35       | 9                | 55107      | 55150        |
| Chauvency-le-Château       | 225                      | 8,82       | 26               | 55109      | 55600        |
| Chauvency-Saint-Hubert     | 216                      | 10,76      | 20               | 55110      | 55600        |
| Damvillers                 | 615                      | 18,33      | 34               | 55145      | 55150        |
| Delut                      | 126                      | 9,18       | 14               | 55149      | 55150        |
| Dombras                    | 139                      | 11,27      | 12               | 55156      | 55150        |
| Écouviez                   | 534                      | 4,30       | 124              | 55169      | 55600        |
| Écurey-en-Verdunois        | 113                      | 6,92       | 16               | 55170      | 55150        |
| Étraye                     | 37                       | 7,99       | 5                | 55183      | 55150        |
| Flassigny                  | 45                       | 6,66       | 7                | 55188      | 55600        |
| Gremilly                   | 44                       | 17,81      | 2                | 55218      | 55150        |
| Han-lès-Juvigny            | 125                      | 5,44       | 23               | 55226      | 55600        |
| Iré-le-Sec                 | 151                      | 8,31       | 18               | 55252      | 55600        |
| Jametz                     | 250                      | 17,44      | 14               | 55255      | 55600        |
| Juvigny-sur-Loison         | 248                      | 16,42      | 15               | 55262      | 55600        |
| Lissey                     | 105                      | 9,97       | 11               | 55297      | 55150        |
| Louppy-sur-Loison          | 118                      | 14,36      | 8                | 55306      | 55600        |
| Marville                   | 514                      | 19,55      | 26               | 55324      | 55600        |
| Merles-sur-Loison          | 146                      | 11,45      | 13               | 55336      | 55150        |
| Moirey-Flabas-Crépion      | 112                      | 14,62      | 8                | 55341      | 55150        |
| Montmédy                   | 2.018                    | 23,49      | 86               | 55351      | 55600        |
| Peuvillers                 | 60                       | 4,86       | 12               | 55403      | 55150        |
| Quincy-Landzécourt         | 138                      | 12,48      | 11               | 55410      | 55600        |
| Remoiville                 | 130                      | 9,70       | 13               | 55425      | 55600        |
| Réville-aux-Bois           | 130                      | 11,03      | 12               | 55428      | 55150        |
| Romagne-sous-les-Côtes     | 123                      | 14,19      | 9                | 55437      | 55150        |
| Rupt-sur-Othain            | 49                       | 5,53       | 9                | 55450      | 55150        |
| Thonne-la-Long             | 357                      | 9,50       | 38               | 55508      | 55600        |
| Thonne-le-Thil             | 276                      | 11,38      | 24               | 55509      | 55600        |
| Thonne-les-Près            | 125                      | 5,42       | 23               | 55510      | 55600        |
| Thonnelle                  | 115                      | 6,09       | 19               | 55511      | 55600        |
| Velosnes                   | 139                      | 4,37       | 32               | 55544      | 55600        |
| Verneuil-Grand             | 204                      | 6,21       | 33               | 55546      | 55600        |
| Verneuil-Petit             | 109                      | 3,99       | 27               | 55547      | 55600        |
| Vigneul-sous-Montmédy      | 83                       | 4,63       | 18               | 55552      | 55600        |
| Villécloye                 | 250                      | 7,18       | 35               | 55554      | 55600        |
| Ville-devant-Chaumont      | 49                       | 4,21       | 12               | 55556      | 55150        |
| Vittarville                | 91                       | 8,15       | 11               | 55572      | 55150        |
| Wavrille                   | 48                       | 5,31       | 9                | 55580      | 55150        |
| Kanton Montmédy            | 9.411                    | 458,40     | 21               | 5511       | –            |

Bis zur landesweiten Neuordnung der französischen Kantone im März 2015 gehörten zum Kanton Montmédy die 25 Gemeinden Avioth, Bazeilles-sur-Othain, Breux, Chauvency-le-Château, Chauvency-Saint-Hubert, Écouviez,  Flassigny, Han-lès-Juvigny, Iré-le-Sec, Jametz, Juvigny-sur-Loison, Louppy-sur-Loison, Marville, Montmédy (Hauptort), Quincy-Landzécourt, Remoiville, Thonne-la-Long, Thonne-les-Près, Thonne-le-Thil, Thonnelle, Velosnes, Verneuil-Grand, Verneuil-Petit, Vigneul-sous-Montmédy und Villécloye. Sein Zuschnitt entsprach einer Fläche von 243,65 km2. Er besaß vor 2015 einen anderen INSEE-Code als heute, nämlich 5514.

## Bevölkerungsentwicklung
| 1962  | 1968  | 1975  | 1982  | 1990  | 1999  | 2006  | 2012  |
| ----- | ----- | ----- | ----- | ----- | ----- | ----- | ----- |
| 8.294 | 7.416 | 6.809 | 6.346 | 6.125 | 6.795 | 7.138 | 7.397 |

## Politik
Im 1. Wahlgang am 22. März 2015 erreichte keines der drei Wahlpaare die absolute Mehrheit. Bei der Stichwahl am 29. März 2015 gewann das Gespann Dominique Aarnink-Géminel/Claude Léonard (beide UMP) gegen Francis Dossogne/Nicole Samson (beide FN) und Marylène Gracia/Jacques Stalars (beide PS) mit einem Stimmenanteil von 44,52 % (Wahlbeteiligung:53,83 %).
Seit 1945 hatte der Kanton folgende Abgeordnete im Rat des Départements:
| Vertreter im conseil général des Départements | Vertreter im conseil général des Départements | Vertreter im conseil général des Départements |
| Amtszeit                                      | Name                                          | Partei                                        |
| --------------------------------------------- | --------------------------------------------- | --------------------------------------------- |
| 1945–1958                                     | Jean Émile Roussel                            | Rassemblement des gauches républicaines       |
| 1958–1970                                     | Jean Artaux                                   | DVD                                           |
| 1970–1976                                     | André Léonard                                 | DVD                                           |
| 1976–2008                                     | Claude Biwer                                  | UDF, danach NC                                |
| 2008–2015                                     | Claude Léonard                                | DVD, danach UMP                               |
| 2015–                                         | Dominique Aarnink-Géminel Claude Léonard      | UMP/LR                                        |